# Hugh the Drover
Hugh the Drover er en opera af Ralph Vaughan Williams til en libretto af Harold Hannyngton Child. Operaen fik premiere i London den 4. juli 1924.